# Pseudocampylaea loweii
Pseudocampylaea loweii е изчезнал вид сухоземно коремоного от семейство Hygromiidae.

## Разпространение
Видът е бил ендемичен за Мадейра, Португалия.